# Suomen Ammattiliittojen Keskusjärjestö
Pour les articles homonymes, voir SAK.
La Suomen Ammattiliittojen Keskusjärjestö (en français : Organisation centrale des syndicats finlandais) est la plus importante organisation syndicale finlandaise.

## Présentation
Elle a été fondée en octobre 1907 et regroupe 21 syndicats. La SAK compte plus d'un million de membres, soit environ un-cinquième de la population finlandaise.
La SAK est membre de la Confédération européenne des syndicats, du Conseil des syndicats nordiques et de la Confédération syndicale internationale.

## Organisations membres

### Secteur du transport
- Auto- ja Kuljetusalan Työntekijäliitto AKT, 50 730 membres (88 % hommes)
- Ilmailualan Unioni, 3 662 membres  (77 % hommes)
- Posti- ja logistiikka-alan unioni PAU, 31 285 membres (51 % femmes)
- Rautatiealan Unioni RAU, 4 150 membres
- Suomen Merimies-Unioni SM-U, 11 094 membres (57 % hommes)

### Industrie
- Teollisuusliitto, 165 485 membres (80 % hommes)
- Paperiliitto, 47 796 membres (75 % hommes)
- Puuliitto, 46 133 membres (76 % hommes)
- Rakennusliitto, 80 922 membres (95 % hommes)
- Suomen Elintarviketyöläisten Liitto SEL, 39 473 membres (59 % femmes)
- Sähköalojen ammattiliitto, 31 824 membres (96 % hommes)
- Teollisuusalojen ammattiliitto TEAM

### Secteur public
- Julkisten ja hyvinvointialojen liitto JHL 225 052 membres (70 % femmes), dont :
  - Aliupseeriliitto, 3 266 membres (89 % hommes)
  - Rajaturvallisuusunioni, 2 456 membres (91 % hommes)
  - Tulliliitto, 1 523 membres (60 % hommes)
  - Vankilavirkailijain Liitto, 1 796 membres (77 % hommes)

### Secteur des services privés
- Kaupanalan esimiesliitto, 6 328 membres (63 % femmes),
- Palvelualojen ammattiliitto PAM, 225 185 membres (80 % femmes)
- Suomen Huippu-urheilijoiden Unioni SHU, 3 216 membres (82 % hommes)
- Suomen Muusikkojen Liitto, 3 018 membres  (74 % hommes)
- Teatteri- ja mediatyöntekijöiden liitto Teme, 4 800 membres[2]

### Syndicats de journalistes
- Suomen Sosialidemokraattinen Sanomalehtimiesliitto SSSL, 303 membres (70 % hommes)
- Yleinen Lehtimiesliitto YLL, 187 membres (61 % hommes)

## Présidents de la SAK
| Niilo Hämäläinen | 1969-1974   |
| Pekka Oivio      | 1974-1981   |
| Pertti Viinanen  | 1981-1990   |
| Lauri Ihalainen  | 1990-2009   |
| Lauri Lyly       | 2009-2016   |
| Jarkko Eloranta  | depuis 2016 |